# 聖特克拉 (薩爾瓦多)
13°40′23″N 89°14′26″W / 13.67306°N 89.24056°W
聖特克拉（西班牙語：Santa Tecla），是薩爾瓦多的城鎮，位於該國中西部，为拉利伯塔德省首府，创始于1854年，原名新圣萨尔瓦多（Nueva San Salvador），2004年1月易今名，面積112.2平方公里，海拔高度920米。

## 外部連結
- Santa Tecla City Museum (Spanish) （页面存档备份，存于）
- (Spanish)